# Malarone
Malarone är ett läkemedel mot malaria som kan användas både som förebyggande profylax och behandling i alla områden där malaria förekommer.
Läkemedlet innehåller de bägge aktiva substanserna atovakvon och proguanil. Vid användning av Malarone kan vissa biverkningar uppstå. Dessa inkluderar allergiska reaktioner såsom nässelfeber, klåda, hudutslag eller svullnad i ansikte, läppar eller tunga, andningsproblem, synförändringar, infektion eller feber, rodnad, blåsbildning, fjällning, svaghetskänsla eller trötthetssymtom, hosta, diarré, yrsel, huvudvärk, aptitlöshet, illamående, kräkningar, magont och sömnproblem.